# Per un pugno di ginseng
Per un pugno di ginseng (Appalachian Outlaws) è un reality televisivo statunitense, andato in onda, negli Stati Uniti, a partire dal 9 gennaio 2014 su History. In Italia, la serie è stata trasmessa da Blaze ogni domenica a partire dal 26 marzo alle 22:40.

## Episodi

### Stagione 1
| Nº | Titolo                             | Titolo originale     | Prima TV USA     | Prima TV Italia |
| -- | ---------------------------------- | -------------------- | ---------------- | --------------- |
| 1  | La stagione della caccia           | Dirty Money          | 9 gennaio 2014   | 26 marzo 2017   |
| 2  | L'oro degli appalachi              | Ginseng Fever        | 16 gennaio 2014  | 2 aprile 2017   |
| 3  | Stai fuori dal mio territorio      | You Have Been Warned | 23 gennaio 2014  | 9 aprile 2017   |
| 4  | Tensione alle stelle               | Tit For Tat          | 30 gennaio 2014  | 16 aprile 2017  |
| 5  | Caccia all'uomo nei boschi         | Hunted               | 6 febbraio 2014  | 23 aprile 2017  |
| 6  | Ultimi giorni per diventare ricchi | The Last Stand       | 13 febbraio 2014 | 30 aprile 2017  |

### Stagione 2
| Nº | Titolo                       | Titolo originale     | Prima TV USA     | Prima TV Italia |
| -- | ---------------------------- | -------------------- | ---------------- | --------------- |
| 1  | Il risveglio della caccia    | Root Awakening       | 2 febbraio 2015  | 11 giugno 2017  |
| 2  | Occhio per occhio            | Eye for an Eye       | 9 febbraio 2015  |                 |
| 3  | Una rapina tira l'altra      | Payback              | 16 febbraio 2015 |                 |
| 4  | Missioni non proprio segrete | War Games            | 23 febbraio 2015 |                 |
| 5  | Un aereo per Obie            | Snakes and a Plane   | 2 marzo 2015     |                 |
| 6  | Tony sei nei guai            | The Devil You Know   | 9 marzo 2015     |                 |
| 7  | Obie non vuole parlare       | Crossing the Line    | 16 marzo 2015    |                 |
| 8  | Caccia agli sgoccioli        | Unlikely Allies      | 23 marzo 2015    |                 |
| 9  | Imboscata in piena notte     | Battle at Wolf Creek | 30 marzo 2015    |                 |
| 10 | La caccia è finita           | Last Chance          | 6 aprile 2015    |                 |